# جوديث شاكون
جوديث شاكون (بالإسبانية: Judith Andrea Chacón Ozuriaga) هي رباعة فنزويلية، ولدت في 29 يناير 1986 في كاراكاس في فنزويلا، وتوفيت في 27 أكتوبر 2009 في باركيسيميتو في فنزويلا بسبب اضطراب النفاس.

## وصلات خارجية
- جوديث شاكون على موقع أوليمبيديا (الإنجليزية)